# الأمر التنفيذي رقم 10925
الأمر التنفيذي رقم 10925 وقَّعه الرئيس جون كينيدي في السادس من مارس لعام 1961 ميلاديًا، وهو ينص على مطالبة المتعاقدين الحكوميين على إتخاذ الإجراءات الإيجابية للتأكد على توظيف جميع المتقدمين، كما يتم التأكد على أن جميعهم يتلقون نفس المعاملة بغض النظر عن العِرق أو العقيدة أو اللون أو الأصل. وقد أُنشأ بصدد هذا الأمر لجنة المساواة في فرص العمل والتي رأسها بعد ذلك نائب الرئيس ليندون جونسون. وقد كُلف نائب الرئيس وسكريتر العمل آرثر غولدبرغ بمتابعة عملبات اللجنة. وقد منح التنفيذ الأول لهذه الإجراءات الإيجابية المساواة والتكافؤ في فرص العمل لكل مواطنين الأمم المتحدة ووضع حائلا ضد التمييز حيال ذلك الأمر. 
وبعد إقرار قانون الحقوق المدنية 1964 (الذي دخل حيز التنفيذ بعد عام في 2 يوليو 1965) وإقرار الرئيس جونسون للأمر التنفيذي 11246 (الذي وقع في 24 سبتمبر 1965)، قسمت مهام اللجنة بين تكافؤ الفرص في العمل ومكتب الالتزام بالعقود الاتحادية (والذي في عام 1975 تم تغيير اسمه إلى مكتب برامج الامتثال للعقود الفيدرالية). 
وقد كان من المعارضين لمبدأ التكافؤ في فرص العمل والأمر التنفيذي 10925 ليستر هيل، وهو ممثل ديمقراطي من ولاية الأباما ومبدأه يقوم على أساس التمييز، والذي زعم أن اللجنة والقانون التنفيذي تُدعم بواسطة الحكومة الفيدرالية لأجل أعمال التجارية الخاصة لأمريكا.